# Chris Corning
Chris Corning, né le 7 septembre 1999, est un snowboardeur américain spécialiste de freestyle.

## Palmarès

### Championnats du monde
- Sierra Nevada - Mondiaux 2017  :
  -  Médaillé d'argent en big air.
  -  Médaillé de bronze en slopestyle.
- Park City - Mondiaux 2019  :
  -  Médaillé d'or en slopestyle.
- Bakuriani - Mondiaux 2023 :
  -  Médaillé de bronze en slopestyle.

### Coupe du monde
- 2 gros globe de cristal :
  - Vainqueur du classement freestyle en 2018 et 2019.
- 5 petits globe de cristal :
  - Vainqueur du classement slopestyle en 2016, 2018 et 2019.
  - Vainqueur du classement big air en 2018 et 2020.
- 18 podiums dont 8 victoires.

#### Détails des victoires
| Épreuve / Édition | Big air          | Slopestyle      |
| ----------------- | ---------------- | --------------- |
| 2015-2016         |                  | Cardrona        |
| 2016-2017         |                  | Špindlerův Mlýn |
| 2017-2018         | Milan            | Val Gardena     |
| 2018-2019         | Cardrona         | Laax            |
| 2019-2020         | Cardrona Atlanta |                 |